# Асами, Юма
Юма Асами (яп. 麻美 ゆま Асами, Юма, род. 24 марта 1987) — японская актриса и певица, также снималась в порно и работала фотомоделью.

## Биография
Родилась 24 марта 1987 года в префектуре Гумма. Дебютировала в порно в октябре 2005 года в возрасте 18 лет. В 2005 году заключила контракт с двумя японскими порностудиями «Alice Japan» и «S1 No. 1 Style». В среднем фильмы с участием Асами выходили по одному фильму в месяц. Большую часть фильмов Асами сняли Хидэо Аки и Юдзи Сакомото. Для фильмов обеих студий, с которыми заключила контракт Асами характерно «лёгкое» порно, включающее сцены обычного секса с участием одной актрисы, сюжетная линия крайне проста или вовсе отсутствует, также эти студии стараются избегать сексуальных девиаций, характерных для японской порнографии.
Вскоре Юма Асами стала одной из наиболее популярных порноактрис Японии, фильмы с её участием регулярно становились лидерами продаж. В 2006 и 2007 годах Асами заняла первую строчку в рейтинге ста порноактрис по количеству продаж фильмов с их участием, составленным сайтом DMM.
Асами участвовала в ряде необычных проектов компании «Alice Japan» В 2007 году было выпущено видео «Amateur Actor Audition — Yuma Asami», сюжет которого состоит в том, что Асами берёт интервью у 10 мужчин в возрасте от 19 до 41 лет, желающих сняться в порно, а затем проверяет их способности. В 2008 году вышел фильм «AV Actress Audition — Yuma Asami», в котором Юма Асами исполняет роль представительницы компании, которая берёт интервью и обучает 10 начинающих порноактрис. В другом видео, выпущенном в 2008 году, «Number One Idol Yuma Asami Produce Real Virgins» Асами встречает специально отобранных фанатов-девственников, которых она нежно посвящает в секс.
В 2006 году Асами получила премию «the Grand Prix award» на церемонии «AV Actress Grand Prix 2006». В 2007 году видеозапись «Hyper Risky Mosaic — Special Bath House Tsubaki», в которой снималась Юма Асами, а также ещё 11 порноактрис, получило премию «First Place Award» на конкурсе «AV Open».

### Прочее
Являлась членом «Ebisu Muscats».

## Личная жизнь
6 июня 2013 года Асами объявила проходит курс лечения, включающего химиотерапию, после сделанной в феврале операции по удалению опухоли яичников. Опухоль была обнаружена, когда Асами прошла МРТ после жалобы на боли в животе. По данным на август 2013 года Юма Асами прошла 6 курсов химиотерапии и была «на пути к выздоровлению».
20 мая 2015 года Асами объявила, что она уходит из порноиндустрии, но продолжит карьеру певицы.